# Милик
Ми́лик (пол. Milik) — село в Польщі, на Лемківщині, у гміні Мушина Новосондецького повіту Малопольського воєводства.
Населення — 711 осіб (2011).

## Розташування
Село розміщене на берегах потоку Милик — правої притоки Попраду, на схилах хребта Яворини. Знаходиться на території Попрадського ландшафтного парку, при воєводській дорозі № 971 і при залізничній лінії № 96.

## Історія
30 липня 1391 р. король Владислав II Ягайло віддав краківському єпископу Яну Радліці так званий Мушинський маєток, до складу якого крім Мушини входило ще 11 сіл.
Село Милик відоме з XV ст., його згадує Ян Длугош (у тестаменті Петра Вижги). В 1575 р. єпископ Краківський Франциск Красінський надав солтису Андріївки Теодору привілей на впорядкування села за волоським правом вздовж потоку Милик і на ґрунт для православного священика. Документальні свідчення про використання волоського права при закріпаченні русинського (українського) населення Лемківщини польські історики безпідставно трактують як «волоську колонізацію».
В 1639 році заснована окрема греко-католицька парафія в Милику. Метричні книги велися від 1784 р.
В червні 1770 року австрійські війська ввійшли на Лемківщина і включили її до складу Австрії. В результаті йосифінських реформ мушинські маєтності пройшли секуляризацію.
В 1801 році до парафії в Милику приєднано парафію в Андріївці, священиком став Гаврило Жеґестовський.
В 1813 році повінь зруйнувала церкву, але того ж року збудовано нову.
28 липня 1876 року повз село відкрита залізниця Тарнів-Плавеч.
З листопада 1918 по січень 1920 село входило до складу Лемківської Республіки. В селі була москвофільська читальня імені Качковського.
До середини XX ст. в регіоні переважало лемківсько-українське населення. У 1939 році з 940 жителів села — 870 українців, 45 поляків (прикордонна сторожа) і 25 євреїв.
До 1945 р. в селі була греко-католицька парафія Мушинського деканату, до якої належала також Андріївка.
Після Другої світової війни Лемківщина, попри сподівання лемків на входження в УРСР, була віддана Польщі, а корінне українське населення примусово-добровільно вивозилося в СРСР — у селі залишилося 8 родин. Згодом, у період між 1945 і 1947 роками, у цьому районі тривала боротьба підтримуваних українцями підрозділів УПА проти радянських військ і Війська Польського. З тих українців, хто вижив, 1947 року під час операції Вісла 63 було ув'язнено в концтаборі Явожно або депортовано на понімецькі землі Польщі і тільки 9 залишено в селі (члени змішаних родин). На місце українців переселено поляків.
У 1975-1998 роках село належало до Новосондецького воєводства.

## Пам'ятки
В селі збереглася церква святих Кузьми і Дем'яна з 1813 року, ремонтована в 1926 р., у 1951 році перетворена на костел. Іконостас у церкві походить із попередньої і був виконаний у 1806 р. з можливим використанням давніших елементів. У бічних каплицях знаходяться ікони XVII ст., найдавнішою є Оплакування Христа з 1700 р. Збережений поліхромний розпис 1930 року.

## Демографія
Демографічна структура станом на 31 березня 2011 року:
|          | Загалом | Допрацездатний вік | Працездатний вік | Постпрацездатний вік |
| -------- | ------- | ------------------ | ---------------- | -------------------- |
| Чоловіки | 348     | 100                | 224              | 24                   |
| Жінки    | 363     | 103                | 206              | 54                   |
| Разом    | 711     | 203                | 430              | 78                   |